# Sylvester Morariu-Andriewicz

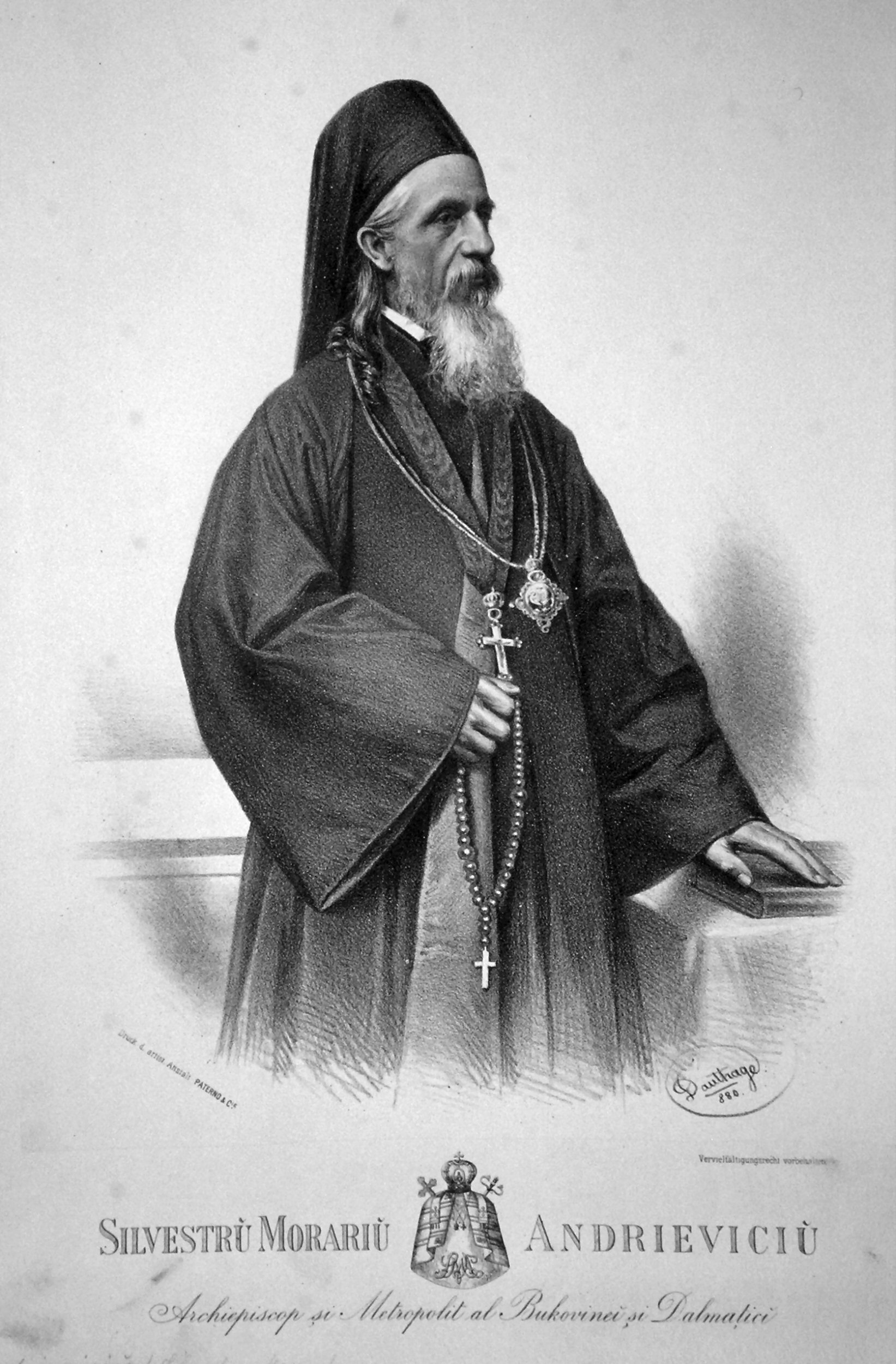
Sylvester Morariu-Andriewicz Lithographie von Adolf Dauthage, 1880

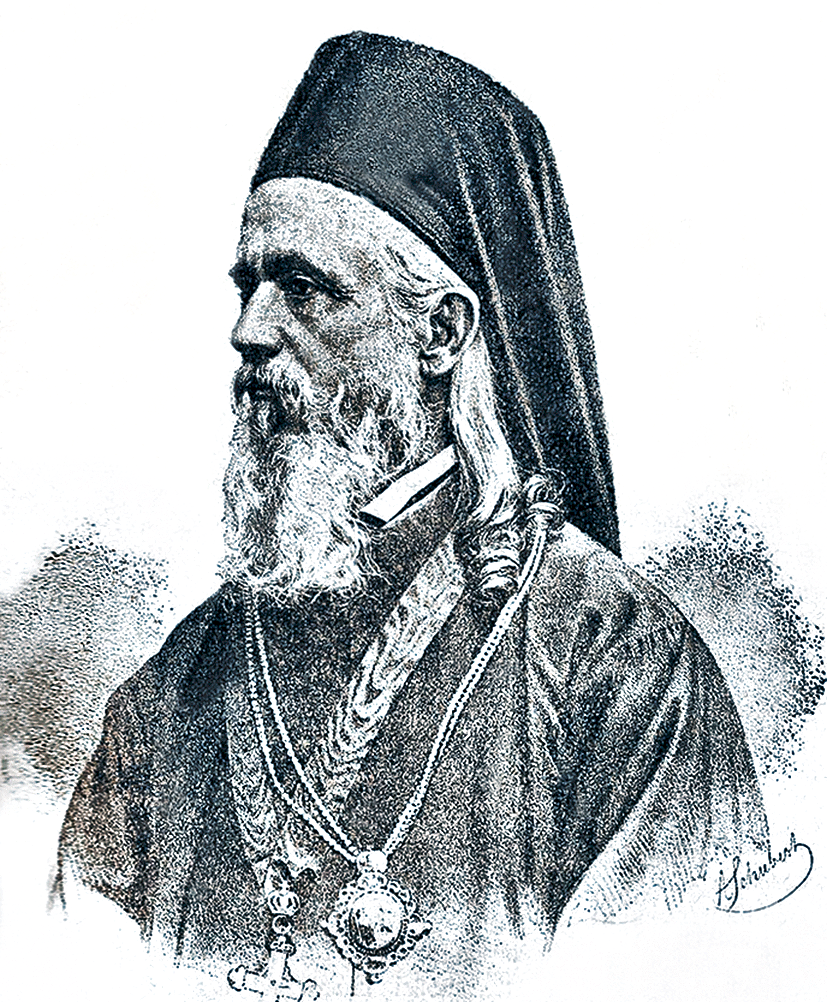
Metropolit Sylvester Morariu-Andriewicz

Sylvester Morariu-Andriewicz, eigentlich  Samuel (Samuil) Morariu (* 14. November 1818 in Mitocu Dragomirnei bei Suczeawa (Suceava); † 15. April 1895 in Czernowitz (Cernăuţi)), Sohn eines rumänisch-orthodoxen Dorfgeistlichen, war griechisch-orientalischer Theologe, Pädagoge, Schriftsteller, Erzbischof von Czernowitz sowie Metropolit der Bukowina und Dalmatiens, ab 1880 Mitglied des österreichischen Herrenhauses auf Lebenszeit.

## Biographie

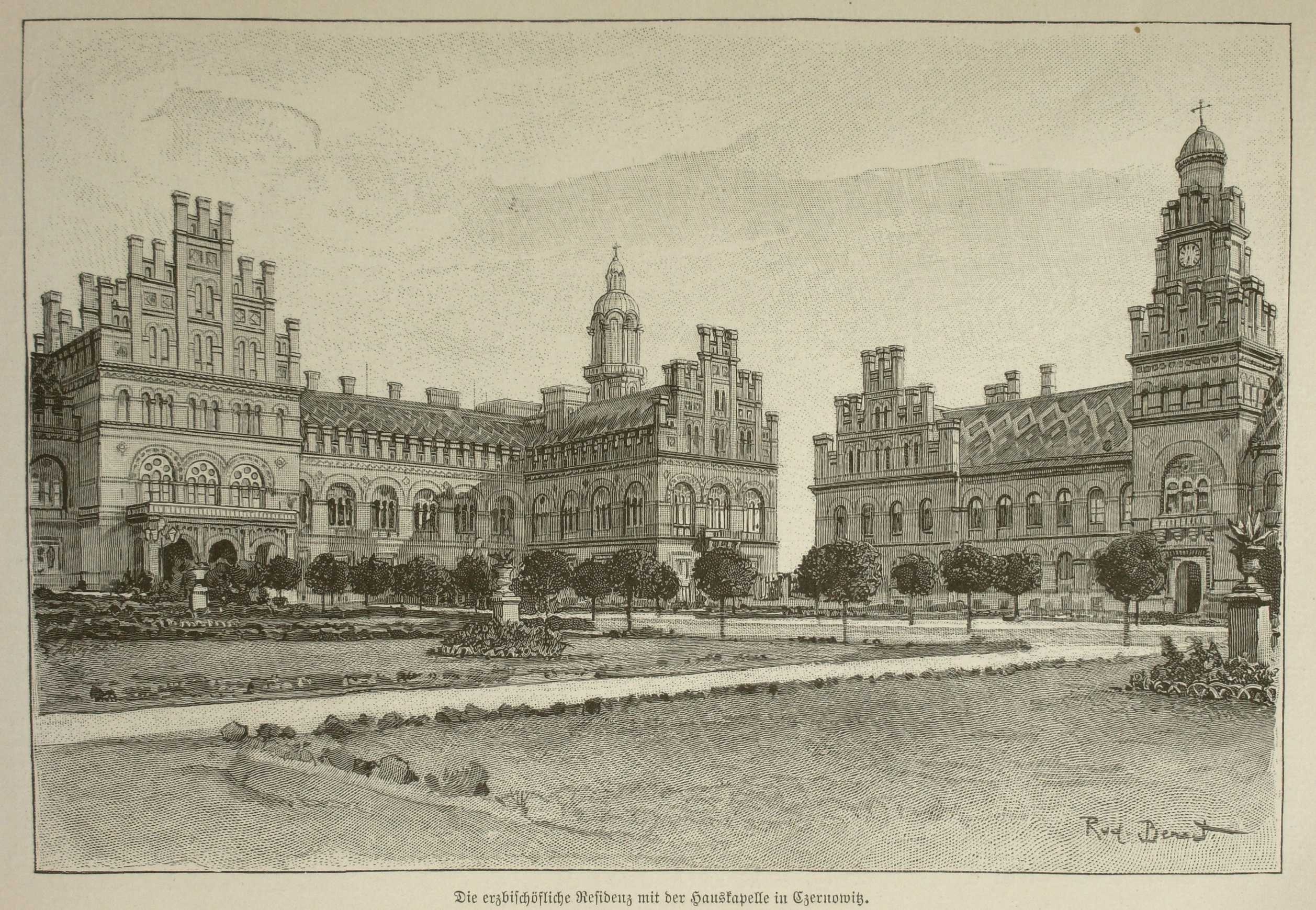
Czernowitz, Residenz des Erzbischofs

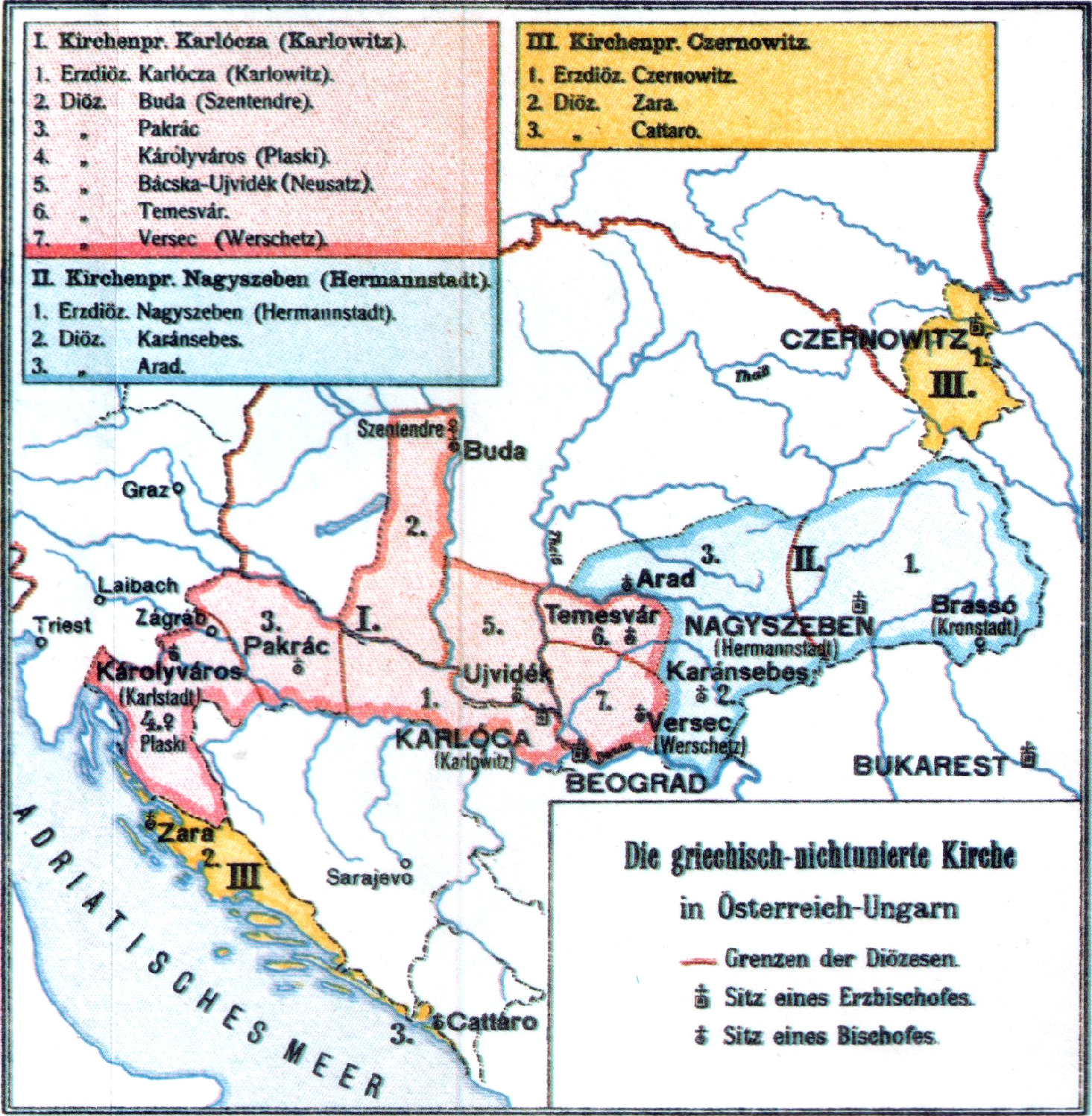
Gebiet der orthodoxen Erzdiözese Czernowitz (III.)

Nach seinem Abitur und anschließendem Studium der griechisch-orthodoxen Theologie in Czernowitz erhielt er seine erste Stelle als Pfarrer in Czahor (1843–1862). Von 1862 bis 1877 war er Konsistorialrat des erzbischöflichen Consistoriums und Musiklehrer am Diözesanseminar und an der Kirchensängerschule in Czernowitz, 1877–1880 Metropolitanvikar, 1879 Administrator der Bukowina, 1880 Erzbischof von Czernowitz. Ab 1880 bis zu seinem Tod war Sylvester Metropolit der Bukowina und Dalmatiens. Gleichzeitig nahm er als hoher Geistlicher einen Platz im Herrenhaus, dem Oberhaus des österreichischen Reichsrates, „auf Lebenszeit“ ein und gab sein Reichsratsmandat, das er seit 1870 innegehabt hatte, auf. Er und Alexander Freiherr Wassilko von Serecki waren zu jener Zeit die einzigen Vertreter des Herzogtums Bukowina in diesem Gremium.
Bereits in den 1860er Jahren war er in national gesinnten rumänischen Kreisen aktiv gewesen; als Oberhaupt der Bukowiner orthodoxen Kirche geriet er häufig wegen seiner rumänisch-nationalen Positionen gegenüber den ukrainischen Forderungen bezüglich der Mitsprache in der Verwaltung der Diözese und des Religionsfonds in Konflikt mit den ruthenischen Politikern und auch mit den österreichischen Behörden. Die Tatsache, dass der damalige Stellvertreter und später kurzfristige Landespräsident des Herzogtums, Anton Graf  Pace von Friedensberg, sich vor den Landtagswahlen 1890 persönlich eingesetzt hatte, um den ruthenischen Kandidaten vier Mandate zu sichern, und sich ein Jahr später öffentlich dem rumänisch-nationalen Programm des Erzbischofs und seinen Bestrebungen um die kirchliche Autonomie widersetzt hatte, führte 1892 zu seiner Absetzung durch die Wiener Regierung.
Auf Morarius Bestreben hin wurde der musikalische Verein „Armonia“ gegründet, danach die literarische Vereinigung der orthodoxen Theologiestudenten „Academia ortodoxă“ 1889.
Der Metropolit war auch Gründungsmitglied der 1885 konstituierten Concordia-Gesellschaft, die zum ersten Mal die rumänische Intelligenzija unter einem gemeinsamen kulturellen und politischen Programm versammelte, in dem die nationalen Ziele als vordergründig galten.
Er schrieb zahlreiche pädagogische und theologische Fachbücher, aber auch Fabeln und Gedichte.
Nach ihm wurde die Morariugasse in Czernowitz benannt.

## Namensunterschiede
Nachdem Samuil Morariu vom orthodoxen Erzbischof und Landeshauptmann (bis 1864) der Bukowina Eugen Hackmann als Prediger für die Kathedrale in Czernowitz bestimmt worden war, erhielt er in Anlehnung an den Namen seines Vorgängers „Andrii“ den Namen „Andriewicz“. 1871 fügte Samuel seinen Geburtsnamen hinzu.
Mit Abgabe der klösterlichen Gelübde 1873 nahm er den Namen Sylvester an.
1919 wurde sein Name rumänisiert. Sein offizieller Name in Rumänien lautet bis heute: Morariu-Andrievici Silvestru (Samuil).
Auch sein Neffe und Großneffe gelangten zu Ansehen.
Constantin Morariu (1854–1927), der Neffe, war geistlicher Würdenträger und Autor theologischer sowie volks- und landeskundlicher Bücher, aber auch Verfasser zahlreicher Gedichte (2 Bände)
Sein Großneffe Victor Morariu (1881–1946), Sohn des Constantin, war Literaturhistoriker, Dr. phil. 1905, Gymnasialprofessor für Rumänisch und Deutsch in Suczeawa (Suceava), ab 1934 ordentlicher Professor für Germanistik an der Universität Czernowitz, ab 1940 an der von Bukarest. Auch er hinterließ zahlreiche Werke.

## Werke

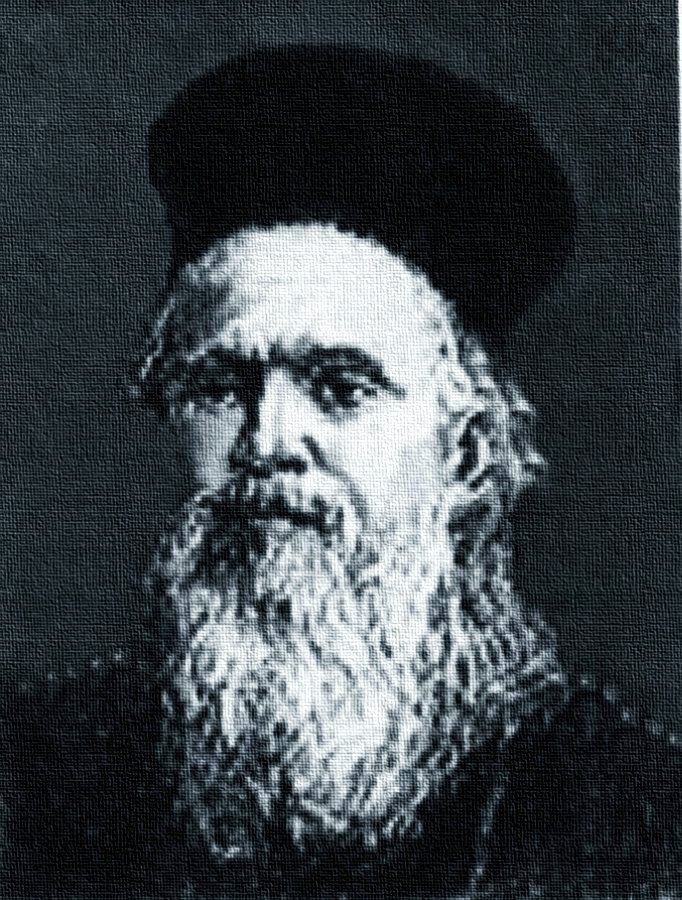
Metropolit Sylvester Morariu-Andriewicz um 1890

- Micul Komenic pentru întâia claslă a şcoalelor poporene / Der Kleine Komenius für die erste Klasse der Volksschulen, Wien, 1851, 77 S. (altă ediţie 1862)
- Carte de cetire sau Legendariu românesc pentru întâa clasă a şcoalelor poporene, Wien, 1852, 110 S.
- Pentru a doua clasă, Wien, 1855, 164 S. (alte ediţii în 1858, 1865, 1869, 1873)
- Pentru a treia clasă, Wien, 1861, 162 S. (alte ediţii în 1862, 1866, 1868, 1877)
- Pentru a patra clasă, Wien, 1856, 206 S. (alte ediţii în 1860, 1862, 1869)
- Metodica şi calculăciunii cu cifre, Wien, 1858, 229 S.
- Metodica calculăciunii în cap, Wien, 1860, 202 S.
- Aritmetica pentru şcoalele săteşti, Wien, 1868, 140 S.
- Die orthodoxe Lehre der christlichen Religionen, 3 Bände, Wien 1862–1864
- Învăţătura ortodoxă din religiunea creştinească pentru clasele superioare ale gimnaziului
- Învăţătura dogmatică generală, Wien, 1862, 166 S.
- Învăţătura dogmatică specială, Wien, 1862, 182 S.
- Învăţătura morală, Wien, 1864, 212 S.
- Catehism mic pentru tinerimea ortodoxă din I şi a II-a class a şcoalelor naţionale din Bucovina, Wien, 1865, 38 S. (alte ediţii 1889,1892)
- Istoria sfântă a Testamentului Vechi şi Nou pentru clasa a II-a  a şcoalelor poporene, Wien, 1865, 282 S. (ed. a II-a, 1886, ed. a III-a, 1890)
- Micul Catechism carele cuprinde învăţătura creştinească despre dogmele Bisericii dreptcredincioase a Răsăritului pentru a III-a clasă a şcoalelor poporene, Wien, 1865, 87 S. (alte ediţii 1877 şi 1890);
- Istoria sfântă a Testamentului Vechiu şi celui Nou cu aplicări din învăţătura religiei... pentru a IV-a clasă a şcoalelor poporene, Wien, 1865, 281 S. (ed. a II -a, Viena, 1890),
- Epistoliia şi Evangheliile de toate duminicile şi sărbătorile de peste an... pentru clasa III-a  şcoalelor poporene, Wien, 1965. 166 S.
- Liturgica care cuprinde scurta tâlcuire a râduielilor liturgice după tipicul Bisericii drept credincioase a Răsăritului, Cernăuţi, 1860, 113 S.
- Cuvântări bisericeşti pe toate duminicile şi sărbătorile de peste an, Cernăuţi, 1860, 329 S.
- Psaltichia bisericeasă  aşezată în note muzicale, Wien, 1879, 97 S.
- Tipiconul Bisericii Ortodoxe orientale pentru rânduielile liturgice în toate zilele anului pascal bisericesc, Cernăuţi, 1883, XI + 214 + VII S.
- Apologie der orthodoxen griechisch-orientalischen Kirche der Bukowina, Cernăuţi, 1883 und 1890

Quelle: